# Ulica Henryka Sienkiewicza w Jaworznie
Ulica Henryka Sienkiewicza (zwana również Kocią) – deptak i główna ulica handlowa w ścisłym centrum Jaworzna. Rozciąga się od Rynku Głównego oraz skrzyżowania ulic: Pocztowej i ks. Stojałowskiego, aż do ulicy Grunwaldzkiej.